# Globencya griveaudi
Globencya griveaudi är en skalbaggsart som beskrevs av Marc Lacroix 1993. Globencya griveaudi ingår i släktet Globencya och familjen Melolonthidae. Inga underarter finns listade i Catalogue of Life.